# フランネル

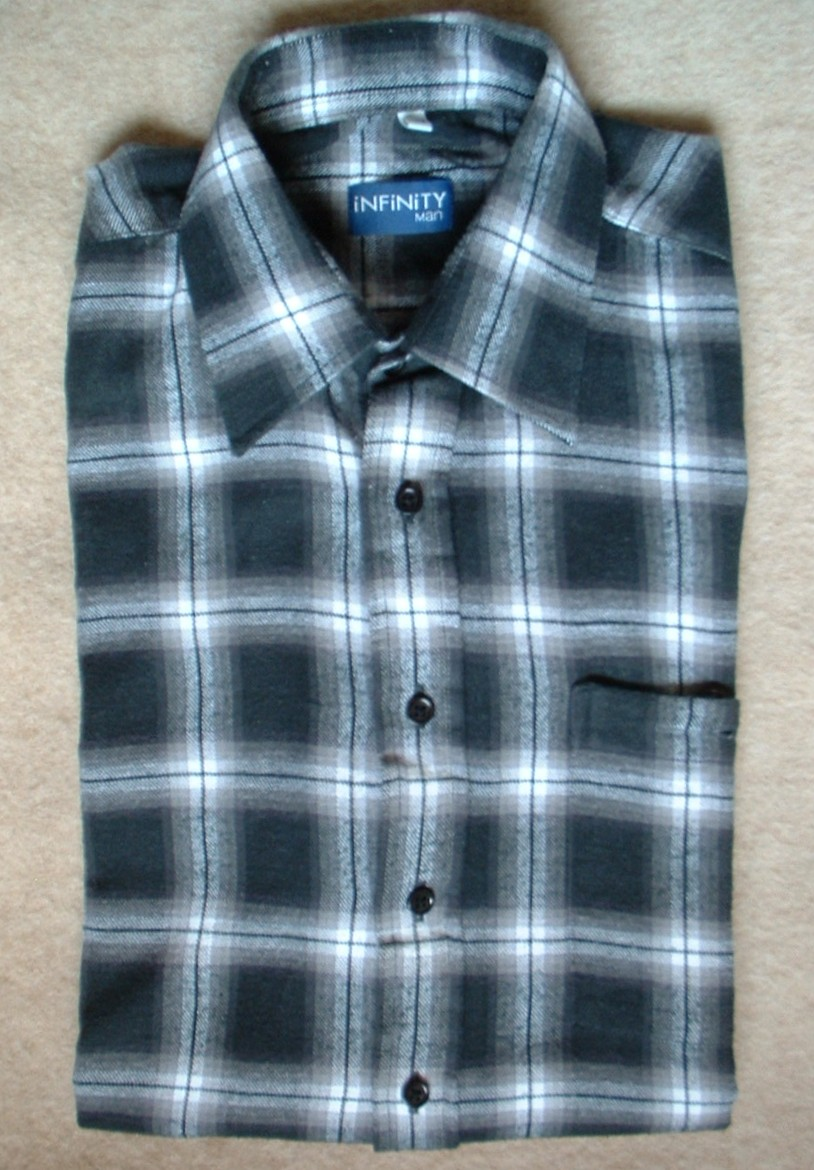
フランネルで出来たシャツ。通称「ネルシャツ」。

フランネル（小絨、細絨、英: flannel）は、柔らかく軽い毛織物のこと。略してネルともいう。衣類、シーツと寝巻きに一般的に用いられる。経糸（たていと）と緯糸（よこいと）を交互に織る平織りや2-3本おきに交互に織られる綾織りがある。無地だけでなく、様々な模様が施される。フランネルは当初カーディングが施されたウールまたはウーステッド糸から作られたが、現在ではウールと綿、ウールと合成繊維から作られることもある。イギリスのフランネルは平織りで毛羽が軽く、一方ドイツでは綾織りで毛羽が多い。柔軟で弾力性・保温性に優れスーツ、シャツなどに用いられる。

## フラノ
フラノ（flannelを耳で聞いた発音からの派生語）はフランネルの一種で厚手でしっかりとした生地である。フラノは毛羽が施されておりスーツ、スカート、ズボンなどのアウター用素材として用いられる。一見するとフェルトのような風合いがあり、軽くかつ保温性に優れるので冬に多用される。「フラノブーツ」としてブーツの素材に使われることもある。柄は霜降り、縞模様の織り柄が主に使われるが、無地や織り柄のような模様を後染めすることもある。無地のフラノを指して「色フラノ」と呼んだりする。またフランネルの略称として用いられることもある。

## フランネレット
フランネレット（Flannelette、後述のコットン・フランネルと同様に「綿ネル」の訳語が充てられる）は毛羽だった綿がフランネルの風合いに似た薄くて軽量な平織物である。一般に緯糸は経糸より荒い。フランネルのような風合いは、緯糸を毛羽立たせることで作られる。フランネレットは毛羽が長いもの、短いものの両方あり片側、両側どちらも毛羽立たされる。色は無地または模様がつけられる。
フランネレットという用語は1880年代前半に使われ始めたようである。1900年代には、それが下着、ナイトウェア、ドレス、ガウンとシャツのようなものの非常に広範囲に使われ、そして現在も使われ続けている。極めて廉価で、何度洗濯しても縮まらず、その経済性故にイギリスではフランネレットは20世紀前半、主に下級階層に用いられた。しかし、その薄っぺらな生地は非常に火が燃え移りやすく、そのためフランネレットの流行に伴い多数の焼死者を出した。その後フランネレットは1912年、ウィリアム・ヘンリー・パーキンによって酸化スズを用いた製法で耐炎性を持つよう改良され、"Non-flam"（偽りのない）という名称で特許を取得した。現在、フランネレットはヨーロッパとアメリカ合衆国で生産される。
北アメリカではフランネレットのことをフランネルと呼んでいて、そこではフランネレットという用語は使われない。しかしイギリス国内ではフランネルの名でフランネレットを売ることは違法である。
ウィンシエット(Winceyette)は両面が毛羽立った軽量の綿織物である。名前は一般的な英単語で、両面に毛羽のある織物を意味する"wincey"からである。スコットランドの用語ではリンジー・ウールジー(linsey-woolsey)がそれにあたる。

## コットン・フランネル
コットン・フランネル(Cotton flannelまたはCanton flannel)は綿ネルとも呼ばれ、片面だけ毛羽立ちされた丈夫な綿の織物である。
日本には「紀州ネル」と通称された綿ネルがあった。明治初期に洋式軍制を取り入れた紀州藩は、軍装品の必要から、軍服の下着用としてフランネルを真似た綿ネルの製造を始めた。同藩では以前から、弱く撚った太い綿糸である紋羽糸で紡織して、起毛加工して道中着、股引、胴着、頭巾、襟巻、足袋、帯芯などに用いる「紋羽（もんぱ）」と呼ばれる木綿織物が紀州特産として、当時の防寒用繊維素材として生産されており、この在来技術を改良して「毛出し木綿」とよばれる綿ネルを考案、和歌山県の殖産興業品として生産された。丈夫で軽く保温性があることから「紀州ネル」と呼ばれ全国に知られたが、その後衰退し、現在ではほとんど作られていない。明治19年には、伊予木綿で知られた愛媛の主力企業「興業舎」の矢野七三郎が和歌山で紀州ネルの技術を学び、今治市で「伊予ネル」の製造を始めた。

## 織り
フランネル、フランネレット、コットン・フランネルはいずれも綾織り、平織りの両方で織ることができる。織り目は片面あるいは両面が毛羽立っていることから毛羽によってしばしば覆い隠される。織りの後、フランネルは一度毛羽立たされる。その後漂白されて染められるか、適切な処置が施されて、そして二度目の毛羽立ち作業が行われる。

## 歴史
フランネルという語の起源ははっきりしない。しかし、フランネルに類似した織物が中世のウェールズまで遡ることができるために、ウェールズ起源説が提唱された。それは16世紀という早い時期に既に広く知られていた。"flanelle"という言葉が17世紀後半にフランスで用いられた。そしてドイツでは"Flanell"が18世紀前半に使われた。
フランネルそのものは17世紀から作り始められた。そして、徐々にウェールズの旧い平織物から取って代わっていった。そしてその一部は綿織物、またはフリースとなった。それらはウェールズ地方特有の織物製品となった。19世紀にはフランネルはモンゴメリーシアカウンティ(現ポーイス）のニュータウン、ヘイ・オン・ワイ 、スラニドロース、特にこういった町で作られることが多かった。その生産の拡大はカーディング工場の広がりと密接に関係している。これらのウェールズの毛織りの布地のマーケティングは、主にシュローズベリーの服地商人によって支配された。
当初フランネルは純粋な短繊維のウールでできていたが、20世紀に入り絹や綿との混合素材が普通に見られるようになった。

## 大衆文化としてのフランネル
北アメリカでは、フランネレット（当地ではフランネルと呼ばれる）は、木こり、屈強な男性、そして農民の織物であると一般に考えられた。今日、それは大人たちの衣類としてだけでなく、一般的に子供たちの冬のパジャマにも用いられる。保温性にたけ、しばしば冷涼な環境でブルーカラーの労働者達の間で愛用されている。
アメリカ合衆国の太平洋岸北西部（特にワシントン州シアトル）およびカナダ・ブリティッシュコロンビア州バンクーバーでは、その人気故にグランジ・ミュージックと関係するようになった。このことは多くのメタル、ロックと1990年代初期から中期のグランジ・ミュージシャンがしばしばフランネルから作られる衣類を着用した（グランジ・ファッションを参照）という事実によって、さらに普及が促進した。それに加えて、西海岸のギャングスタ・ラップが1990年代の多くの間、スタイルをオルタナティブ・ミュージックと共有した。フランネルはこのようにいくつかの理由によってファッションの表現手段であると考えられた。
オーストラリアのメルボルンおよびシドニーの西部居住者、ニュージーランドの西オークランド居住者は、フランネルは「下級階層」と関連しているとステレオタイプ化されており、軽蔑的な意味合いに結びつけられている。
また、コーヒーの抽出方法の一つであるネルドリップは布製フィルターであるフラン「ネル」に由来している。

## 他の意味
- 複数形のflannelsはフランネルで出来ているズボンまたは他の衣料品に相当する。
  - 元々は白いフランネルでできていたクリケット用衣類を意味した。
  - ウール・フランネルでできている野球の遠征用ユニフォーム。"road grays"として知られる。
- イギリスとニュージーランドではフランネルはしばしばタオルの意味で使用される[10]。
- オーストラリアのスラングではフランネレットが"flanno"、"flanny"として無礼者、無法者が着用する服と定義される。
- イギリスの口語では、「フランネル」は質問に答えない、あるいは答えをはぐらかす、おべんちゃらの意味で使われる[10]。